# 岩梅虎耳草
岩梅虎耳草（学名：Saxifraga diapensia），为虎耳草科虎耳草属下的一个植物种。